# Oxymitra
Oxymitra là chi thực vật có hoa trong họ Annonaceae.